# حسين أباد بيغلار بيغي (دشتابي الغربي)
حسین أباد بیغلار بیغي (بالفارسية: حسین‌آباد بیگلربیگی) هي قرية تقع في إيران في قسم دشتابي الغربي الريفي. يقدر عدد سكانها بـ 86 نسمة .